# O Disco do Ano
| Críticas profissionais | Críticas profissionais |
| Avaliações da crítica  | Avaliações da crítica  |
| Fonte                  | Avaliação              |
| ---------------------- | ---------------------- |
| Saraiva                | [ 1 ]                  |
| Território da Música   | [ 2 ]                  |

O Disco do Ano é o nono álbum de estúdio (o oitavo "solo"), do cantor e compositor maranhense Zeca Baleiro.
Trata-se do primeiro álbum de inéditas desde O Coração do Homem Bomba - Vol. 1 e Vol. 2, de 2008. Zeca foi armazenando material ao longo destes anos até sentir que tinha um conjunto de canções interessante para gravar.

## Sobre o Álbum
O nome do álbum é uma sátira a indústria cultural. Embora dê de ombros às criticas e não tenha a pretensão de encabeçar a lista dos discos do ano, Zeca condena as injustiças provocadas pelos formadores de opinião.

### Projeto Gráfico
Para o projeto gráfico, desde o início ocorreram ao artista três conceitos para a capa e, em uma reunião com a equipe da gravadora, decidiu-se criar três capas e realizar uma enquete junto ao público para eleger a preferida. Uma ideia “arretada e ousada”, segundo Zeca.
A arte gráfica da capa do álbum é assinada por Gilson Braga e Marcos Hermes. A mais votada pelo público, que apareceu na versão em CD, foi indicada ao VMB 2012 na categoria Melhor Capa. Em outubro, “O Disco do Ano” foi lançado em LP, com a segunda capa mais votada pelo público.
A terceira opção aparece na contra-capa de ambas as versões.

### Faixas
Todas as faixas foram compostas por Zeca Baleiro, exceto onde indicado
| N.º            | Título                                            | Compositor(es)                       | Duração |  |
| 1.             | "Calma Aí, Coração"                               | Zeca Baleiro / Hyldon                | 4:09    |  |
| 2.             | "O Amor Viajou"                                   | Zeca Baleiro / Kana                  | 3:16    |  |
| 3.             | "Nada Além"                                       | Zeca Baleiro / Frejat                | 3:48    |  |
| 4.             | "Tattoo"                                          |                                      | 3:15    |  |
| 5.             | "O Desejo (Part. especial: Chorão)"               | Zeca Baleiro / Chorão                | 4:25    |  |
| 6.             | "Nu"                                              |                                      | 3:12    |  |
| 7.             | "Último Post (Part. especial: Margareth Menezes)" | Zeca Baleiro / Poema de Lúcia Santos | 4:44    |  |
| 8.             | "Zás"                                             | Zeca Baleiro / Wado                  | 3:47    |  |
| 9.             | "Meu Amigo Enock (Part. especial: Andréia Dias)"  |                                      | 3:27    |  |
| 10.            | "Felicidade Pode Ser Qualquer Coisa"              |                                      | 1:21    |  |
| 11.            | "Ela Não Se Parece Com Ninguém"                   |                                      | 4:03    |  |
| 12.            | "Mamãe No Face"                                   |                                      | 3:29    |  |
| Duração total: | Duração total:                                    | Duração total:                       | 42:58   |  |

### Prêmios e Indicações
| Ano  | Prêmio                      | Indicação/Categoria | Trabalho Indicado | Info       | Resultado | Ref.        |
| ---- | --------------------------- | ------------------- | ----------------- | ---------- | --------- | ----------- |
| 2012 | MTV Video Music Brasil 2012 | "Melhor Capa"       | O Disco do Ano    | Capa do CD | Indicado  | [ 9 ] [ 7 ] |